# Enge-Sande
Enge-Sande é um município da Alemanha, localizado no distrito de Nordfriesland, estado de Schleswig-Holstein. Possui uma população de  1.127 pessoas.